# Parco di Centocelle

Parco di Centocelle is een metrostation in het stadsdeel municipio VI van de Italiaanse hoofdstad Rome. Het station werd geopend op 9 november 2014 en wordt bediend door lijn C van de metro van Rome.

## Geschiedenis
In 1916 werd de smalspoorlijn tussen Rome en Frosinone geopend die voor een groot deel langs de Via Casilina liep. De werkplaats en depot van de lijn werden gebouwd bij Centocelle waar ook een station voor reizigers verrees. In 1940 werd het deel tussen Rome Termini en Grotte Celoni dubbelsporig en in 1941 lag er een plan om het deel ten westen van Centocelle op een vrije baan naar het centrum te leggen. Hiertoe werd aan het noordeinde van de landingsbaan van de toenmalige luchtmachtbasis een tunnel gebouwd langs de zuidrand van de Via Casilina die echter nooit in gebruik genomen werd. Na de Tweede Wereldoorlog bleef de smalspoorlijn in gebruik voor de sneltram naar de oostelijke wijken en voorsteden. In 1965 werd het SDO-plan goedgekeurd waarin op het terrein van de luchtmachtbasis een zakenwijk zou komen die dan o.a. met een sneltram/metro over de vrije baan een OV aansluiting had kunnen krijgen. In 1986 viel het besluit om de smalspoorlijn om te bouwen tot metro waarmee in 1996 vanaf de oostkant werd begonnen. 
Het SDO-plan raakte in het slop en het metrotraject tussen Parco di Centocelle en Lodi in de binnenstad werd noch langs de Via Casilina, noch over de vrije baan uit 1941 gelegd, maar door de woonwijken ten noorden van de Via Casilina. Het SDO-plan werd in 2008 ingetrokken. 

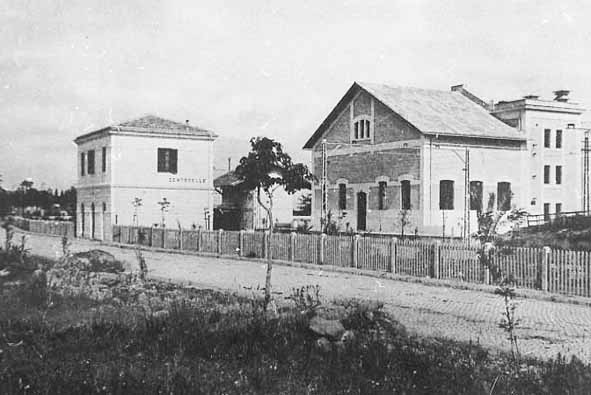
Het station rond 1920
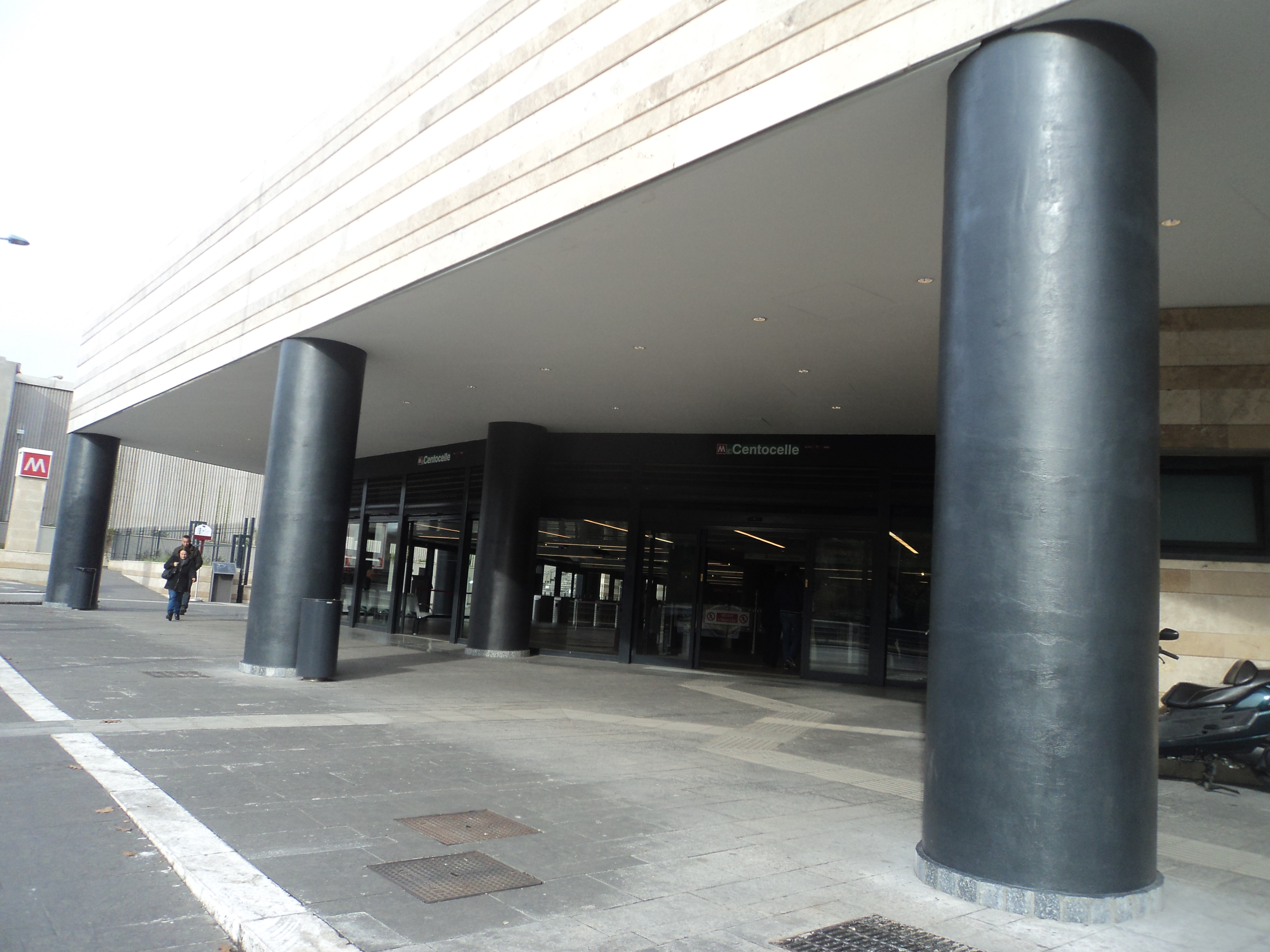
De dragende zuilen bij de ingang

## Aanleg
De keuze voor een route door de woonwijken betekende dat het station ook vrijwel haaks op de Via Casilina kwam te liggen met een bocht ten zuiden van het station. Het station ligt pal ten oosten van de werkplaats van de smalspoorlijn die sinds de opening van de metro als lijn G, Roma-Giardinetti, wordt geëxploiteerd. Het station uit 1916 wordt niet meer gebruikt maar ter hoogte van het station liggen perrons in de middenberm van de Via Casilina. De bouw van het station begon in juli 2007, in november 2014 werd het geopend voor de diensten naar het oosten. Het station werd op 29 juni 2015 geheel operationeel in beide richtingen en op 3 augustus 2015 werd de smalspoorlijn ten oosten van Parco di Centocelle gesloten. 

## Inrichting
Het stationsgebouw aan de Via Casilina heeft een bouwlaag met een betonnen dak dat rust op zuilen aan de buitenkant van de gevel. Voor het station liggen bushaltes aan de Via Casilina, overstappers moeten 450 meter lopen tussen de perrons in de middenberm en het metrostation. Sinds 26 juni 2020 kunnen reizigers over het dak van het station via de lift en de trappen bij de oostgevel ook van en naar de Via delle Turbose het station bereiken. Ondergronds liggen de perrons in een kuip die vanuit de verdeelhal toegankelijk is. In verband met de inzet van onbemande metro's zijn de perrons van perrondeuren voorzien. 